# Parafia św. Bonifacego we Wrocławiu
Parafia Świętego Bonifacego we Wrocławiu znajduje się w dekanacie Wrocław Katedra w archidiecezji wrocławskiej.  Obsługiwana przez kapłanów archidiecezjalnych. Erygowana w 1899. Mieści się przy Placu Staszica.

## Zasięg parafii
Do parafii należą wierni z Wrocławia mieszkający przy ulicach: Biskupa Tomasza, Bolesława Chrobrego, Z. Dębickiego, K. Jagiellończyka (nr 1-23, 2-30), Kaszubskiej, Kleczkowskiej, C. Korzeniowskiego, I. Kraszewskiego, Kurkowej (nr 16 do końca, 31 do końca), Łowieckiej, A. Nobla, Paulińskiej, Podwórcowej, Pomorskiej, pl. Powstańców Wielkopolskich, Ptasiej, W. Reymonta, L. Rydygiera (nr 33 do końca, 34 do końca), L. Siemińskiego, Składowej, pl. Staszica, A. Struga, pl. Strzelecki, św. Wincentego (nr 3-45, 2-24), Trzebnickiej, Zegadłowicza.